# タイ国家統計局
タイ国家統計局 (タイ語:สำนักงานสถิติแห่งชาติ、英語：National Statistical Office of Thailand 英語略:NSO）は、タイ王国内閣デジタル経済社会省の部局の一つ。 

## 概要
タイ国家統計局は、国家の運営に必要な人口データや様々な社会経済データを調査、収集、保管を行い、さらに処理、加工して統計の政策分析を行う国家機関。

## 所在地
バンコク　ラックシー区 トゥンソーンホーン地区ヂェーンワッタナ通り 政府総合庁舎 B棟　（อาคารรวมหน่วยราชการ บี 
ศูนย์ราชการเฉลิมพระเกียรติ 80 พรรษา 5 ธันวาคม 2550 
ถ.แจ้งวัฒนะ แขวงทุ่งสองห้อง เขตหลักสี่ กรุงเทพ 10210）（2010年1月‐2月移転）

## 内部部局
- 総務部（สำนักบริหารกลาง）
- 情報通信技術センター（ศูนย์เทคโนโลยีสารสนเทศและการสื่อสาร）
- 政府統計情報センター （ศูนย์สารสนเทศยุทธศาสตร์ภาครัฐ）
- 政策統計技術部（สำนักนโยบายและวิชาการสถิติ）
- 統計調査部（สำนักบริหารจัดเก็บข้อมูลสถิติ）
- 推計部（สำนักสถิติพยากรณ์）
- 経済社会統計部 （สำนักสถิติเศรษฐกิจและสังคม）
- 世論統計部 （สำนักสถิติสาธารณมติ）

## 地方支部局
75県に地方統計事務所をもつ。

## 主な統計事業
国家統計局の統計事業は以下の5つに分類される。
1. 人口、商業、漁業、農業、工業の各センサス
2. センサスを補完する形で定期的に実施される調査
3. 定期的に行なわれる特定目的の調査（労働力調査など）
4. 不定期に行なわれる特定目的の調査
5. 他の省庁・部局からの委託調査

その中でも、特に重点的な調査が行われているのは以下の4調査である。その他の調査は各省庁、委員会などが独自の調査を行っている。
- 社会統計課
  - 人口・家計センサス（10年に1回実施)-1909年, 1919年, 1929年, 1937年, 1947年の人口センサスは内務省によって実施された。1960年から国家統計局によって10年毎に人口センサスが実施されている。住宅センサスは1970年から実施。最終報告として、全王国、4地方毎、県毎の三種の報告書が作成される[1]。
  - 労働力調査（年3回実施）
- 経済統計課
  - 社会経済調査・家計調査（1986年から2年に1回実施）
  - 農業センサス（10年に1回。近年2年1回に頻度増加）

## 関連事項
- デジタル経済社会省